# Magus (Adam Warlock)
Magus è un personaggio dei fumetti della Marvel Comics, un supercriminale che compare per la prima volta nella collana Strange Tales (seconda serie) n. 178.
Questo personaggio fu introdotto da Jim Starlin nel suo arco narrativo delle storie di Adam Warlock. Magus infatti altri non è che una futura incarnazione malvagia dello stesso Warlock, che ha viaggiato nel passato e governa un impero religioso chiamato la Chiesa Universale della Verità. Il Magus guida Warlock attraverso una serie di azioni che finiranno per determinare in lui diventando il Magus. Warlock resiste, ed evita di diventare il Magus con l'aiuto di Thanos. Quando Warlock sceglie con successo un futuro diverso, il suicidio, il Magus cessa di esistere.
Warlock è poi risorto, e acquisisce il Guanto della Infinito, un potente artefatto. Se ne serve per espellere la parte malvagia della sua psiche, che riprende forma fisica come il Magus. Il Magus si pone in guerra contro Warlock e altri supereroi, nel tentativo di ottenere il Guanto Infinito per se stesso, solo apparentemente riuscendovi. Dopo che il Magus è sconfitto, egli è intrappolato come un fantasma in una dimensione popolata da anime.
In seguito, il Magus sfugge alla gemma in una forma immateriale. Per riassumere una forma fisica, assorbe le energie vitali degli altri e mira ad usurpare gli schemi del potere cosmico di Genis-Vell. Genis sconfigge il Magus e lo riporta in forma di energia. Il Magus si vendica poi contro gli amici e alleati di Genis. Ferisce Dragoluna e poi la guarisce, rivelando che lei è destinata a diventare la sua schiava.
Nel tentativo di riparare i danni allo spaziotempo, Warlock cuce uno strappo con un'altra, stabile linea temporale della timeline in cui è diventato il Magus, provocando la sua trasformazione immediata. Magus poi prende il controllo della Chiesa Universale della Verità e combatte i Guardiani della Galassia.
Magus si allea con Lord Mar-Vell, e viene ucciso quando fallisce una missione. La chiesa brevemente lo fa risorgere come un bambino prima che i Devastatori lo imprigionino dentro il suo guscio.

## Eredità
Il personaggio del Magus, patriarca della Tecnarchia creato da Chris Claremont e Bill Sienkiewicz nel 1983, è ispirato al Magus di Adam Warlock.